# Iona (geslacht)
Iona is een geslacht van spinnen uit de familie springspinnen (Salticidae).

## Soorten
De volgende soorten zijn bij het geslacht ingedeeld:
- Iona nigrovittata (Keyserling, 1882)